# (24734) Kareness
(24734) Kareness est un astéroïde de la ceinture principale.

## Description
(24734) Kareness est un astéroïde de la ceinture principale. Il fut découvert le 10 mars 1992 à Siding Spring par Duncan I. Steel. Il présente une orbite caractérisée par un demi-grand axe de 2,67 UA, une excentricité de 0,16 et une inclinaison de 12,0° par rapport à l'écliptique.

## Compléments